# 장암 점상리산성
장암 점상리산성은 충청남도 부여군 장암면에 있다. 2009년 12월 24일 부여군의 향토문화유산 제107호로 지정되었다.